# تان تهنه تای
تان تهنه تای (به لاتین: Tân Thanh Tây) یک منطقهٔ مسکونی در ویتنام است که در مکونگ دلتا واقع شده‌است.

## خصوصیات
تان تهنه تای ۱۰٫۳۴ کیلومترمربع مساحت و ۶٬۶۰۳ نفر جمعیت دارد.